# Bible Lands Museum

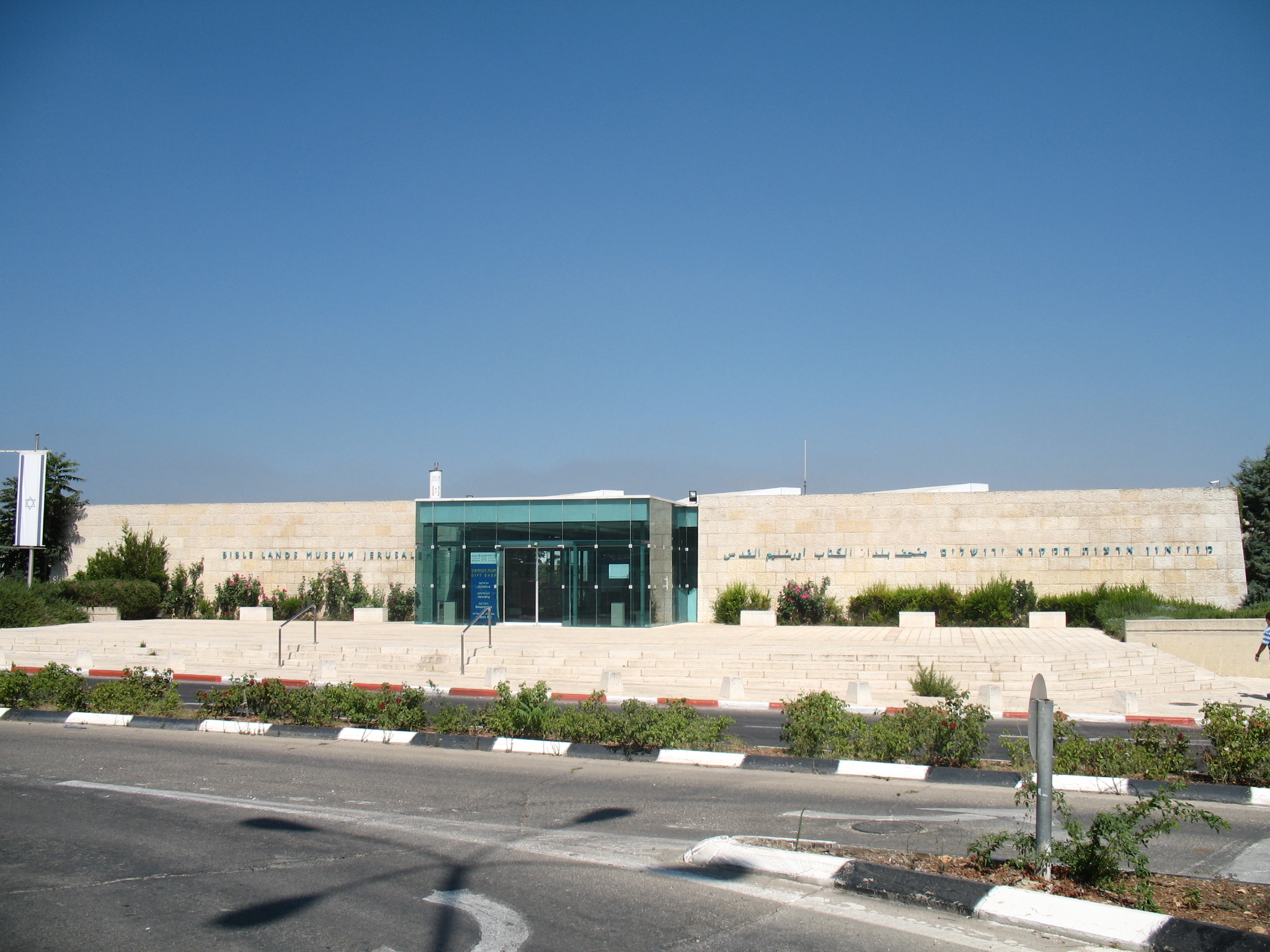

Bible Lands Museum este un muzeu dedicat țărilor vechi și culturi în  evreiesc Biblie. Muzeul este situat în Ierusalim, alături de Muzeul Israel și Național Campus de Arheologie lui Israel în Givat Ram.